# Communauté de communes Cévenne et Montagne ardéchoises
La communauté de communes Cévenne et Montagne ardéchoises est une ancienne communauté de communes française, située dans le département de l'Ardèche en région Auvergne-Rhône-Alpes.
En 2017, la Communauté de communes de la Montagne d'Ardèche est créée à partir de la fusion des communautés de communes de Entre Loire et Allier, Cévenne et Montagne ardéchoises et des Sources de la Loire.

## Historique
Le schéma départemental de coopération intercommunale de 2015 impose une fusion, le seuil de population de 5 000 habitants étant loin d'être atteint (900 en 2012). La fusion est prévue avec les communautés de communes Entre Loire et Allier, Sources de la Loire, ainsi que les communes de La Rochette, Borée, Saint-Martial dans le département de l'Ardèche et Lafarre dans le département de la Haute-Loire.
La version adoptée en mars 2016 confirme ce projet de fusion, mais en intégrant en plus les communes d'Astet et de Lachamp-Raphaël.

## Territoire communautaire

### Géographie
La communauté de communes est située à l'ouest du département de l'Ardèche. Elle adhère au syndicat mixte de la Montagne Ardéchoise et du Pays de l'Ardèche Méridionale.

### Composition
La communauté de communes est composée des sept communes suivantes :
| Nom                               | Code Insee | Gentilé           | Superficie (km2) | Population (dernière pop. légale) | Densité (hab./km2) |
| --------------------------------- | ---------- | ----------------- | ---------------- | --------------------------------- | ------------------ |
| Saint-Étienne-de-Lugdarès (siège) | 07232      | Stéphanois        | 50,34            | 406 (2014)                        | 8,1                |
| Borne                             | 07038      | Bourniquels       | 32,01            | 46 (2014)                         | 1,4                |
| Cellier-du-Luc                    | 07047      | Lucocellariens    | 14,73            | 77 (2014)                         | 5,2                |
| Laval-d'Aurelle                   | 07135      |                   | 8,72             | 49 (2014)                         | 5,6                |
| Laveyrune                         | 07136      |                   | 13,44            | 119 (2014)                        | 8,9                |
| Le Plagnal                        | 07175      |                   | 16,07            | 60 (2014)                         | 3,7                |
| Saint-Laurent-les-Bains           | 07262      | Saint-Laurentains | 26,76            | 135 (2014)                        | 5                  |

### Démographie
| 1968  | 1975  | 1982 | 1990 | 1999  | 2008  | 2013 |
| ----- | ----- | ---- | ---- | ----- | ----- | ---- |
| 1 306 | 1 080 | 914  | 952  | 1 007 | 1 036 | 892  |

## Administration

### Siège
Le siège de la communauté de communes est situé à Saint-Étienne-de-Lugdarès.

### Les élus
La communauté de communes est gérée par un conseil communautaire composé de 17 membres représentant chacune des communes membres.
Ils sont répartis comme suit :
| Nombre de délégués | Communes                                           |
| ------------------ | -------------------------------------------------- |
| 8                  | Saint-Étienne-de-Lugdarès                          |
| 2                  | Cellier-du-Luc, Laveyrune, Saint-Laurent-les-Bains |
| 1                  | Borne, Laval-d'Aurelle, Le Plagnal                 |

### Présidence
Marc Champel est le président de l'intercommunalité ; les quatre vice-présidents sont Thierry Champel, Jean-Louis Chaze, Jean-Marie Jourdan et Emile Louche.

### Compétences
- Développement économique : création, aménagement, entretien et gestion de zones d'activités industrielle, commerciale, tertiaire, artisanale ou touristique, actions de développement économique
- Aménagement de l'espace : études et programmation
- Environnement et cadre de vie : collecte des déchets ménagers et assimilés
- Sanitaires et social : action sociale
- Développement et aménagement social et culturel : activités péri-scolaires, culturelles et socioculturelles
- Création, aménagement et entretien de la voirie
- Développement touristique
- Logement et habitat : programme local et opération programmée d'amélioration de l'habitat

### Régime fiscal et budget
La communauté de communes applique la fiscalité additionnelle.

### Sources
- Site sur la population et les limites administratives de la France
- « CC Cévenne et Montagne Ardéchoises » dans la base nationale sur l'intercommunalité